# Mauerspringer
Mauerspringer (z niem. Muroskoczek) – termin określający osoby wspinające się i przeskakujące wyczynowo od strony Berlina Zachodniego umocnienia Muru Berlińskiego w celu krótkotrwałego znalezienia się na należącej do NRD wschodniej stronie miasta. W ciągu 28 lat istnienia muru odnotowanych zostało ponad 400 przypadków tego typu, w wyniku czego wiele osób odniosło rany, a co najmniej pięć poniosło śmierć zostając tym samym uznanymi przez historyków jako ofiary śmiertelne Muru Berlińskiego. Określenie owo funkcjonowało również, aczkolwiek znacznie rzadziej, w stosunku do uciekinierów z NRD.

## Charakterystyka zjawiska
Zbudowany w sierpniu 1961 r. Mur Berliński charakteryzowało stosunkowo łatwiejsze pokonanie go od strony Berlina Zachodniego – fenomen ów upraszczały zarówno tamtejszy brak patroli straży granicznej, jak i fakt, iż poprzedzające właściwy mur wszelkiego rodzaju przeszkody i urządzenia zabezpieczające rozbudowane były po stronie wschodniej. Wspięcie się na mur możliwe było przy pomocy przystawionej do tegoż drabiny, wejście nań z dachu zaparkowanego obok samochodu lub też dzięki rozmieszczonym tam regularnie podestom widokowym. Dzięki zawartemu w 1971 r. przez aliantów tzw. układowi Czterech odnośnie do statusu prawnego podzielonego strefami okupacyjnymi Berlina możliwe stało się swobodne podróżowanie mieszkańców Berlina Zachodniego do wschodniej części miasta bez konieczności nielegalnego przekraczania granicy, co wcześniej w wielu przypadkach bywało zabronione.
Motywy brawurowego przeskakiwania muru bywały zróżnicowane. Najczęstszymi z przyczyn były: chęć wygrania zakładu, udowodnienia odwagi, bądź też – w związku ze zdecydowaną większością podejmujących się tego wyczynu mężczyzn – zaimponowania płci przeciwnej. W wielu przypadkach decydującą rolę grało upojenie alkoholowe, zdecydowanie rzadziej – protest polityczny, którego znanym przykładem stał się zmarły w tego typu okolicznościach zachodnioberliński aktywista Dieter Beilig. Odnotowano także przypadek mieszkającego w przygranicznym okręgu Kreuzberg i cierpiącego na chorobę psychiczną Arnolda Kabe, który wspinając się na umocnienia muru piętnaście razy, tłumaczył swoje postępowanie nudą. Zakwalifikowany później jako ofiara śmiertelna Muru Berlińskiego Werner Kühl podjął z kolei decyzję o przeniesieniu się do NRD, w wyniku czego pokonując umocnienia wzięty został przez żołnierzy wojsk granicznych NRD za uciekiniera z Berlina Wschodniego i zastrzelony.
Największą liczbę muroskoczków odnotowano w 1988 r. W roku tym zajęty bowiem został przez lewicowych aktywistów należący wówczas formalnie do NRD, lecz znajdujący się po stronie Berlina Zachodniego nieopodal Potsdamer Platz obszar znany jako Lenné-Dreieck. Po usunięciu 1 lipca przez zachodnioberlińską policję koczujących na placu aktywistów, 182 osoby wspięły się na mur, przedostając się następnie na teren Berlina Wschodniego, gdzie przewiezione najpierw zostały ciężarówkami wojsk granicznych do kantyny jednego z tamtejszych zakładów przemysłowych, niedługo potem powróciły jednak w małych grupach na teren Berlina Zachodniego przez oficjalne punkty kontroli granicznej. Przedstawiciele demonstrantów nawiązali jednak zawczasu niezbędne kontakty z przedstawicielami bezpieki NRD, w związku z czym udało się uniknąć związanych z ową „ucieczką” jakichkolwiek negatywnych konsekwencji.
Wśród żołnierzy wojsk granicznych osoby niniejsze nazywane były powszechnie „naruszaczami granicy Berlina Zachodniego i NRD” (Grenzverletzer). Wobec przypadków tego typu wydawano specjalne dyrektywy przewidujące natychmiastowe aresztowanie bez konieczności używania broni palnej. Zatrzymanych kierowano do podlegającego Ministerstwu Bezpieczeństwa Państwowego NRD Wydziału IX, który wszczynał stosowne postępowanie. W odróżnieniu do zarzutu umyślnej „prowokacji wobec granicy NRD”, w większości przypadków wielu zatrzymanych szybko jednak zwalniano, szczególnie wobec ustalenia faktu ich upojenia alkoholowego, niewiedzy o przebiegu granicy lub innych podobnych przyczyn przekroczenia tejże.

### Ofiary śmiertelne
Podczas umyślnego przeskakiwania Muru Berlińskiego wiele osób odniosło obrażenia. Odnotowano jednak również co najmniej pięć ofiar śmiertelnych do których należeli:
- Heinz Müller (1943–1970)
- Gerald Thiem (1928–1970)
- Werner Kühl (1949–1971)
- Dieter Beilig (1941–1971)
- Johannes Muschol (1949–1981)

## Motyw muroskoczka w literaturze i w filmie
W 1974 r. pochodzący z NRD pisarz Stefan Heym stworzył opowiadanie Mein Richard (Mój Richard) traktujące o dwójce noszących to samo imię chłopców ze wschodniej części Berlina, którzy przedostając się poprzez wspinaczkę na mur na stronę zachodnią udawali się do mieszczącego się tam kina, aby wykorzystując tę samą drogę powrócić potem na terytorium Berlina Wschodniego, gdyż oficjalny powrót przez przejście graniczne kwalifikował niniejsze przedsięwzięcie do spełniającego przesłanki czynu karalnego nielegalnego przekroczenia granicy. Zostając schwytanymi przy czternastym tego rodzaju wypadzie postawieni zostali przed sądem, zostając jednak nie ukaranymi, lecz ostatecznie nagrodzonymi orderami w związku z „czternastokrotnym udowodnieniem absolutnej wierności wobec państwa”.
W 1982 r. zapoczątkowany przez Heymsa motyw rozwinął z kolei w swojej książce Der Mauerspringer opisujący podobne okoliczności, aczkolwiek przy udziale trzech osób i z perspektywy Berlina Zachodniego zachodnioniemiecki pisarz Peter Schneider. W tym samym roku na kanwie owej powieści wyreżyserowany został przez Reinharda Hauffa film zatytułowany Der Mann auf der Mauer (Człowiek na murze), w którym główną rolę zagrał znany piosenkarz Marius Müller-Westernhagen.